# Sàn Viên
Sàn Viên là một xã thuộc huyện Lộc Bình, tỉnh Lạng Sơn, Việt Nam.
Xã Sàn Viên có diện tích 64,36 km², dân số năm 1999 là 3.444 người, mật độ dân số đạt 54 người/km².
Theo thống kê năm 2019, xã Sàn Viên có diện tích 64,36 km², dân số là 2.865 người, mật độ dân số đạt 45 người/km².